# ملکه قلبم
«ملکه قلبم» تک‌آهنگی از وست‌لایف است که در سال ۲۰۰۱ میلادی منتشر شد.
این تک‌آهنگ در چارت‌های انگلیس و ایرلند در رتبه اول و در چارت‌های نیوزلند، و سوئید جزو ده ترانه اول قرار گرفت.